# Monteveglio
Monteveglio é uma comuna italiana da região da Emília-Romanha, província de Bolonha, com cerca de 4.475 habitantes. Estende-se por uma área de 32 km², tendo uma densidade populacional de 140 hab/km². Faz fronteira com Bazzano, Castello di Serravalle, Crespellano, Monte San Pietro, Savignano sul Panaro (MO).

## Demografia
| Variação demográfica do município entre 1861 e 2011                               |
|                                                                                   |
| Fonte: Istituto Nazionale di Statistica (ISTAT) - Elaboração gráfica da Wikipedia |